# Bundestagswahl 1998/Wahlergebnisse nach Bundesländern
Bundestagswahl 1998 – Wahlergebnisse nach Bundesländern.

## Wahlergebnisse

### Baden-Württemberg
| Listen                         | Listen            | Erststimmen | Erststimmen | Erststimmen | Zweitstimmen | Zweitstimmen | Zweitstimmen | Mandate Gesamt |
| Listen                         | Listen            | Stimmen     | %           | Mandate     | Stimmen      | %            | Mandate      | Mandate Gesamt |
| ------------------------------ | ----------------- | ----------- | ----------- | ----------- | ------------ | ------------ | ------------ | -------------- |
|                                | CDU               | 2.558.596   | 43,1        | 26          | 2.245.873    | 37,8         | 6            | 32             |
|                                | SPD               | 2.296.061   | 38,7        | 11          | 2.118.439    | 35,6         | 19           | 30             |
|                                | GRÜNE             | 426.398     | 7,2         | –           | 549.567      | 9,2          | 8            | 8              |
|                                | F.D.P.            | 261.026     | 4,4         | –           | 524.527      | 8,8          | 7            | 7              |
|                                | REP               | 244.460     | 4,1         | –           | 240.402      | 4,0          | –            | –              |
|                                | PDS               | 36.075      | 0,6         | –           | 58.013       | 1,0          | 1            | 1              |
|                                | Pro DM            | –           | –           | –           | 42.469       | 0,7          | –            | –              |
|                                | DVU               | –           | –           | –           | 33.299       | 0,6          | –            | –              |
|                                | PBC               | 21.876      | 0,4         | –           | 23.589       | 0,4          | –            | –              |
|                                | Tierschutz        | –           | –           | –           | 22.244       | 0,4          | –            | –              |
|                                | ödp               | 35.131      | 0,6         | –           | 21.146       | 0,4          | –            | –              |
|                                | GRAUE             | 12.866      | 0,2         | –           | 16.139       | 0,3          | –            | –              |
|                                | NPD               | 1.892       | 0,0         | –           | 8.936        | 0,2          | –            | –              |
|                                | BFB               | 5.243       | 0,1         | –           | 8.304        | 0,1          | –            | –              |
|                                | CM                | 2.614       | 0,0         | –           | 8.055        | 0,1          | –            | –              |
|                                | NATURGESETZ       | 6.809       | 0,1         | –           | 6.278        | 0,1          | –            | –              |
|                                | APPD              | 336         | 0,0         | –           | 5.882        | 0,1          | –            | –              |
|                                | DIE FRAUEN        | –           | –           | –           | 5.575        | 0,1          | –            | –              |
|                                | DPD               | 1.172       | 0,0         | –           | 2.432        | 0,0          | –            | –              |
|                                | MLPD              | 1.536       | 0,0         | –           | 1.563        | 0,0          | –            | –              |
|                                | BüSo              | –           | –           | –           | 1.426        | 0,0          | –            | –              |
|                                | PSG               | –           | –           | –           | 1.206        | 0,0          | –            | –              |
|                                | FAMILIE           | 1.002       | 0,0         | –           | –            | –            | –            | –              |
|                                | Deutschland       | 712         | 0,0         | –           | –            | –            | –            | –              |
|                                | DMP               | 616         | 0,0         | –           | –            | –            | –            | –              |
|                                | DKP               | 452         | 0,0         | –           | –            | –            | –            | –              |
|                                | FP Deutschl.      | 131         | 0,0         | –           | –            | –            | –            | –              |
|                                | Übrige            | 15.777      | 0,3         | –           | –            | –            | –            | –              |
| Gesamt                         | Gesamt            | 5.930.781   | 100         | 37          | 5.945.364    | 100          | 41           |                |
|                                |                   |             |             |             |              |              |              |                |
| Ungültige Stimmen              | Ungültige Stimmen | 101.831     | 1,7         |             | 87.248       | 1,4          |              |                |
| Wähler                         | Wähler            | 6.032.612   | 83,1        |             | 6.032.612    | 83,1         |              |                |
| Wahlberechtigte                | Wahlberechtigte   | 7.256.933   |             |             | 7.256.933    |              |              |                |
|                                |                   |             |             |             |              |              |              |                |
| Quelle: Die Bundeswahlleiterin |                   |             |             |             |              |              |              |                |

### Bayern
| Listen                         | Listen            | Erststimmen | Erststimmen | Erststimmen | Zweitstimmen | Zweitstimmen | Zweitstimmen | Mandate Gesamt |
| Listen                         | Listen            | Stimmen     | %           | Mandate     | Stimmen      | %            | Mandate      | Mandate Gesamt |
| ------------------------------ | ----------------- | ----------- | ----------- | ----------- | ------------ | ------------ | ------------ | -------------- |
|                                | CSU               | 3.602.472   | 51,8        | 38          | 3.324.480    | 47,7         | 9            | 47             |
|                                | SPD               | 2.476.923   | 35,6        | 7           | 2.401.021    | 34,4         | 27           | 34             |
|                                | GRÜNE             | 318.716     | 4,6         | –           | 413.909      | 5,9          | 6            | 6              |
|                                | F.D.P.            | 181.300     | 2,6         | –           | 354.620      | 5,1          | 5            | 5              |
|                                | REP               | 209.190     | 3,0         | –           | 179.038      | 2,6          | –            | –              |
|                                | ödp               | 81.645      | 1,2         | –           | 49.184       | 0,7          | –            | –              |
|                                | PDS               | 22.599      | 0,3         | –           | 46.301       | 0,7          | 1            | 1              |
|                                | DVU               | –           | –           | –           | 43.522       | 0,6          | –            | –              |
|                                | Pro DM            | –           | –           | –           | 32.688       | 0,5          | –            | –              |
|                                | BP                | 1.772       | 0,0         | –           | 28.107       | 0,4          | –            | –              |
|                                | BFB               | 27.763      | 0,4         | –           | 25.032       | 0,4          | –            | –              |
|                                | Tierschutz        | –           | –           | –           | 21.376       | 0,3          | –            | –              |
|                                | GRAUE             | 5.145       | 0,1         | –           | 11.249       | 0,2          | –            | –              |
|                                | PBC               | 5.106       | 0,1         | –           | 9.575        | 0,1          | –            | –              |
|                                | NPD               | –           | –           | –           | 7.219        | 0,1          | –            | –              |
|                                | APPD              | –           | –           | –           | 6.005        | 0,1          | –            | –              |
|                                | NATURGESETZ       | 4.643       | 0,1         | –           | 5.597        | 0,1          | –            | –              |
|                                | DIE FRAUEN        | 2.434       | 0,0         | –           | 5.317        | 0,1          | –            | –              |
|                                | CM                | 1.820       | 0,0         | –           | 5.025        | 0,1          | –            | –              |
|                                | CHANCE 2000       | –           | –           | –           | 3.199        | 0,0          | –            | –              |
|                                | BüSo              | 2.192       | 0,0         | –           | 1.358        | 0,0          | –            | –              |
|                                | MLPD              | 172         | 0,0         | –           | 646          | 0,0          | –            | –              |
|                                | Übrige            | 10.420      | 0,1         | –           | –            | –            | –            | –              |
| Gesamt                         | Gesamt            | 6.954.312   | 100         | 45          | 6.974.468    | 100          | 48           |                |
|                                |                   |             |             |             |              |              |              |                |
| Ungültige Stimmen              | Ungültige Stimmen | 72.499      | 1,0         |             | 52.343       | 0,7          |              |                |
| Wähler                         | Wähler            | 7.026.811   | 79,2        |             | 7.026.811    | 79,2         |              |                |
| Wahlberechtigte                | Wahlberechtigte   | 8.875.328   |             |             | 8.875.328    |              |              |                |
|                                |                   |             |             |             |              |              |              |                |
| Quelle: Die Bundeswahlleiterin |                   |             |             |             |              |              |              |                |

### Berlin
| Listen                         | Listen            | Erststimmen | Erststimmen | Erststimmen | Zweitstimmen | Zweitstimmen | Zweitstimmen | Mandate Gesamt |
| Listen                         | Listen            | Stimmen     | %           | Mandate     | Stimmen      | %            | Mandate      | Mandate Gesamt |
| ------------------------------ | ----------------- | ----------- | ----------- | ----------- | ------------ | ------------ | ------------ | -------------- |
|                                | SPD               | 792.829     | 40,6        | 9           | 740.915      | 37,8         | 1            | 10             |
|                                | CDU               | 504.543     | 25,8        | –           | 463.438      | 23,7         | 7            | 7              |
|                                | PDS               | 325.830     | 16,7        | 4           | 263.337      | 13,4         | –            | 4              |
|                                | GRÜNE             | 154.929     | 7,9         | –           | 221.849      | 11,3         | 3            | 3              |
|                                | F.D.P.            | 47.970      | 2,5         | –           | 95.403       | 4,9          | 1            | 1              |
|                                | REP               | 69.475      | 3,6         | –           | 46.542       | 2,4          | –            | –              |
|                                | DVU               | –           | –           | –           | 41.671       | 2,1          | –            | –              |
|                                | GRAUE             | 21.204      | 1,1         | –           | 17.508       | 0,9          | –            | –              |
|                                | Pro DM            | –           | –           | –           | 15.570       | 0,8          | –            | –              |
|                                | Tierschutz        | –           | –           | –           | 9.372        | 0,5          | –            | –              |
|                                | NPD               | 3.110       | 0,2         | –           | 7.897        | 0,4          | –            | –              |
|                                | APD               | 1.458       | 0,1         | –           | 6.759        | 0,3          | –            | –              |
|                                | BFB               | 9.138       | 0,5         | –           | 5.624        | 0,3          | –            | –              |
|                                | PASS              | 9.141       | 0,5         | –           | 5.556        | 0,3          | –            | –              |
|                                | CHANCE 2000       | 3.206       | 0,2         | –           | 5.169        | 0,3          | –            | –              |
|                                | DIE FRAUEN        | –           | –           | –           | 2.817        | 0,1          | –            | –              |
|                                | NATURGESETZ       | 4.224       | 0,2         | –           | 2.605        | 0,1          | –            | –              |
|                                | APPD              | –           | –           | –           | 2.586        | 0,1          | –            | –              |
|                                | ödp               | 2.311       | 0,1         | –           | 1.513        | 0,1          | –            | –              |
|                                | BüSo              | 638         | 0,0         | –           | 625          | 0,0          | –            | –              |
|                                | MLPD              | 286         | 0,0         | –           | 470          | 0,0          | –            | –              |
|                                | HP                | 171         | 0,0         | –           | 435          | 0,0          | –            | –              |
|                                | PSG               | –           | –           | –           | 298          | 0,0          | –            | –              |
|                                | Übrige            | 2.818       | 0,1         | –           | –            | –            | –            | –              |
| Gesamt                         | Gesamt            | 1.953.281   | 100         | 13          | 1.957.959    | 100          | 12           |                |
|                                |                   |             |             |             |              |              |              |                |
| Ungültige Stimmen              | Ungültige Stimmen | 27.236      | 1,4         |             | 22.558       | 1,1          |              |                |
| Wähler                         | Wähler            | 1.980.517   | 81,1        |             | 1.980.517    | 81,1         |              |                |
| Wahlberechtigte                | Wahlberechtigte   | 2.442.929   |             |             | 2.442.929    |              |              |                |
|                                |                   |             |             |             |              |              |              |                |
| Quelle: Die Bundeswahlleiterin |                   |             |             |             |              |              |              |                |

### Brandenburg
| Listen                         | Listen            | Erststimmen | Erststimmen | Erststimmen | Zweitstimmen | Zweitstimmen | Zweitstimmen | Mandate Gesamt |
| Listen                         | Listen            | Stimmen     | %           | Mandate     | Stimmen      | %            | Mandate      | Mandate Gesamt |
| ------------------------------ | ----------------- | ----------- | ----------- | ----------- | ------------ | ------------ | ------------ | -------------- |
|                                | SPD               | 732.205     | 47,6        | 12          | 670.744      | 43,5         | –            | 12             |
|                                | CDU               | 314.707     | 20,5        | –           | 320.443      | 20,8         | 5            | 5              |
|                                | PDS               | 324.723     | 21,1        | –           | 313.090      | 20,3         | 4            | 4              |
|                                | GRÜNE             | 50.485      | 3,3         | –           | 55.884       | 3,6          | 1            | 1              |
|                                | F.D.P.            | 46.344      | 3,0         | –           | 43.896       | 2,8          | 1            | 1              |
|                                | DVU               | –           | –           | –           | 42.153       | 2,7          | –            | –              |
|                                | Pro DM            | –           | –           | –           | 32.577       | 2,1          | –            | –              |
|                                | REP               | 54.610      | 3,5         | –           | 25.602       | 1,7          | –            | –              |
|                                | Tierschutz        | –           | –           | –           | 14.136       | 0,9          | –            | –              |
|                                | NPD               | –           | –           | –           | 11.646       | 0,8          | –            | –              |
|                                | GRAUE             | 4.419       | 0,3         | –           | 5.646        | 0,4          | –            | –              |
|                                | BFB               | 5.292       | 0,3         | –           | 4.665        | 0,3          | –            | –              |
|                                | ödp               | 1.040       | 0,1         | –           | 1.489        | 0,1          | –            | –              |
|                                | MLPD              | 331         | 0,0         | –           | –            | –            | –            | –              |
|                                | PBC               | 235         | 0,0         | –           | –            | –            | –            | –              |
|                                | Übrige            | 4.432       | 0,3         | –           | –            | –            | –            | –              |
| Gesamt                         | Gesamt            | 1.538.823   | 100         | 12          | 1.541.971    | 100          | 11           |                |
|                                |                   |             |             |             |              |              |              |                |
| Ungültige Stimmen              | Ungültige Stimmen | 48.329      | 3,0         |             | 45.181       | 2,8          |              |                |
| Wähler                         | Wähler            | 1.587.152   | 78,1        |             | 1.587.152    | 78,1         |              |                |
| Wahlberechtigte                | Wahlberechtigte   | 2.032.303   |             |             | 2.032.303    |              |              |                |
|                                |                   |             |             |             |              |              |              |                |
| Quelle: Die Bundeswahlleiterin |                   |             |             |             |              |              |              |                |

### Bremen
| Listen                         | Listen            | Erststimmen | Erststimmen | Erststimmen | Zweitstimmen | Zweitstimmen | Zweitstimmen | Mandate Gesamt |
| Listen                         | Listen            | Stimmen     | %           | Mandate     | Stimmen      | %            | Mandate      | Mandate Gesamt |
| ------------------------------ | ----------------- | ----------- | ----------- | ----------- | ------------ | ------------ | ------------ | -------------- |
|                                | SPD               | 221.309     | 55,3        | 3           | 201.539      | 50,2         | –            | 3              |
|                                | CDU               | 114.819     | 28,7        | –           | 102.115      | 25,4         | 1            | 1              |
|                                | GRÜNE             | 34.991      | 8,7         | –           | 45.303       | 11,3         | 1            | 1              |
|                                | F.D.P.            | 11.536      | 2,9         | –           | 23.809       | 5,9          | –            | –              |
|                                | PDS               | 8.354       | 2,1         | –           | 9.815        | 2,4          | –            | –              |
|                                | DVU               | –           | –           | –           | 6.667        | 1,7          | –            | –              |
|                                | Pro DM            | –           | –           | –           | 3.859        | 1,0          | –            | –              |
|                                | REP               | 3.781       | 0,9         | –           | 2.721        | 0,7          | –            | –              |
|                                | GRAUE             | 2.121       | 0,5         | –           | 1.989        | 0,5          | –            | –              |
|                                | NPD               | 2.268       | 0,6         | –           | 1.134        | 0,3          | –            | –              |
|                                | NATURGESETZ       | –           | –           | –           | 734          | 0,2          | –            | –              |
|                                | BFB               | –           | –           | –           | 725          | 0,2          | –            | –              |
|                                | APPD              | –           | –           | –           | 618          | 0,2          | –            | –              |
|                                | CHANCE 2000       | –           | –           | –           | 473          | 0,1          | –            | –              |
|                                | MLPD              | 150         | 0,0         | –           | –            | –            | –            | –              |
|                                | Übrige            | 1.151       | 0,3         | –           | –            | –            | –            | –              |
| Gesamt                         | Gesamt            | 400.480     | 100         | 3           | 401.501      | 100          | 2            |                |
|                                |                   |             |             |             |              |              |              |                |
| Ungültige Stimmen              | Ungültige Stimmen | 5.574       | 1,4         |             | 4.553        | 1,1          |              |                |
| Wähler                         | Wähler            | 406.054     | 82,1        |             | 406.054      | 82,1         |              |                |
| Wahlberechtigte                | Wahlberechtigte   | 494.809     |             |             | 494.809      |              |              |                |
|                                |                   |             |             |             |              |              |              |                |
| Quelle: Die Bundeswahlleiterin |                   |             |             |             |              |              |              |                |

### Hamburg
| Listen                         | Listen            | Erststimmen | Erststimmen | Erststimmen | Zweitstimmen | Zweitstimmen | Zweitstimmen | Mandate Gesamt |
| Listen                         | Listen            | Stimmen     | %           | Mandate     | Stimmen      | %            | Mandate      | Mandate Gesamt |
| ------------------------------ | ----------------- | ----------- | ----------- | ----------- | ------------ | ------------ | ------------ | -------------- |
|                                | SPD               | 490.630     | 50,6        | 7           | 445.276      | 45,7         | –            | 7              |
|                                | CDU               | 338.473     | 34,9        | –           | 291.756      | 30,0         | 4            | 4              |
|                                | GRÜNE             | 75.723      | 7,8         | –           | 104.658      | 10,8         | 1            | 1              |
|                                | F.D.P.            | 25.070      | 2,6         | –           | 62.835       | 6,5          | 1            | 1              |
|                                | PDS               | 7.057       | 0,7         | –           | 22.603       | 2,3          | –            | –              |
|                                | DVU               | –           | –           | –           | 20.601       | 2,1          | –            | –              |
|                                | REP               | 15.946      | 1,6         | –           | 5.562        | 0,6          | –            | –              |
|                                | GRAUE             | 8.530       | 0,9         | –           | 5.423        | 0,6          | –            | –              |
|                                | Tierschutz        | 801         | 0,1         | –           | 3.401        | 0,3          | –            | –              |
|                                | Pro DM            | –           | –           | –           | 3.328        | 0,3          | –            | –              |
|                                | BFB               | 3.033       | 0,3         | –           | 2.920        | 0,3          | –            | –              |
|                                | APPD              | 960         | 0,1         | –           | 1.629        | 0,2          | –            | –              |
|                                | NATURGESETZ       | 2.255       | 0,2         | –           | 1.380        | 0,1          | –            | –              |
|                                | NPD               | 613         | 0,1         | –           | 1.052        | 0,1          | –            | –              |
|                                | CHANCE 2000       | –           | –           | –           | 937          | 0,1          | –            | –              |
|                                | DKP               | 574         | 0,1         | –           | –            | –            | –            | –              |
|                                | MLPD              | 266         | 0,0         | –           | –            | –            | –            | –              |
|                                | BüSo              | 252         | 0,0         | –           | –            | –            | –            | –              |
|                                | FSU               | 103         | 0,0         | –           | –            | –            | –            | –              |
| Gesamt                         | Gesamt            | 970.286     | 100         | 7           | 973.361      | 100          | 6            |                |
|                                |                   |             |             |             |              |              |              |                |
| Ungültige Stimmen              | Ungültige Stimmen | 14.358      | 1,5         |             | 11.283       | 1,1          |              |                |
| Wähler                         | Wähler            | 984.644     | 81,1        |             | 984.644      | 81,1         |              |                |
| Wahlberechtigte                | Wahlberechtigte   | 1.213.821   |             |             | 1.213.821    |              |              |                |
|                                |                   |             |             |             |              |              |              |                |
| Quelle: Die Bundeswahlleiterin |                   |             |             |             |              |              |              |                |

### Hessen
| Listen                         | Listen            | Erststimmen | Erststimmen | Erststimmen | Zweitstimmen | Zweitstimmen | Zweitstimmen | Mandate Gesamt |
| Listen                         | Listen            | Stimmen     | %           | Mandate     | Stimmen      | %            | Mandate      | Mandate Gesamt |
| ------------------------------ | ----------------- | ----------- | ----------- | ----------- | ------------ | ------------ | ------------ | -------------- |
|                                | SPD               | 1.622.100   | 45,6        | 18          | 1.481.898    | 41,6         | 3            | 21             |
|                                | CDU               | 1.444.697   | 40,6        | 4           | 1.238.158    | 34,7         | 13           | 17             |
|                                | GRÜNE             | 192.059     | 5,4         | –           | 293.939      | 8,2          | 4            | 4              |
|                                | F.D.P.            | 104.263     | 2,9         | –           | 279.988      | 7,9          | 4            | 4              |
|                                | REP               | 93.090      | 2,6         | –           | 83.595       | 2,3          | –            | –              |
|                                | PDS               | 41.700      | 1,2         | –           | 52.216       | 1,5          | 1            | 1              |
|                                | DVU               | –           | –           | –           | 34.134       | 1,0          | –            | –              |
|                                | Pro DM            | –           | –           | –           | 23.190       | 0,7          | –            | –              |
|                                | BFB               | 26.491      | 0,7         | –           | 22.576       | 0,6          | –            | –              |
|                                | Tierschutz        | –           | –           | –           | 12.609       | 0,4          | –            | –              |
|                                | NPD               | 8.145       | 0,2         | –           | 9.686        | 0,3          | –            | –              |
|                                | GRAUE             | 7.880       | 0,2         | –           | 9.246        | 0,3          | –            | –              |
|                                | PBC               | 3.834       | 0,1         | –           | 5.915        | 0,2          | –            | –              |
|                                | DIE FRAUEN        | 727         | 0,0         | –           | 3.427        | 0,1          | –            | –              |
|                                | APPD              | –           | –           | –           | 3.226        | 0,1          | –            | –              |
|                                | NATURGESETZ       | 3.840       | 0,1         | –           | 3.085        | 0,1          | –            | –              |
|                                | CHANCE 2000       | –           | –           | –           | 2.947        | 0,1          | –            | –              |
|                                | CM                | 1.111       | 0,0         | –           | 2.464        | 0,1          | –            | –              |
|                                | ödp               | 994         | 0,0         | –           | 2.404        | 0,1          | –            | –              |
|                                | BüSo              | 928         | 0,0         | –           | 1.206        | 0,0          | –            | –              |
|                                | PSG               | –           | –           | –           | 622          | 0,0          | –            | –              |
|                                | MLPD              | 221         | 0,0         | –           | –            | –            | –            | –              |
|                                | PASS              | 149         | 0,0         | –           | –            | –            | –            | –              |
|                                | DKP               | 136         | 0,0         | –           | –            | –            | –            | –              |
|                                | Übrige            | 2.890       | 0,1         | –           | –            | –            | –            | –              |
| Gesamt                         | Gesamt            | 3.555.255   | 100         | 22          | 3.566.531    | 100          | 25           |                |
|                                |                   |             |             |             |              |              |              |                |
| Ungültige Stimmen              | Ungültige Stimmen | 64.629      | 1,8         |             | 53.353       | 1,5          |              |                |
| Wähler                         | Wähler            | 3.619.884   | 84,2        |             | 3.619.884    | 84,2         |              |                |
| Wahlberechtigte                | Wahlberechtigte   | 4.297.202   |             |             | 4.297.202    |              |              |                |
|                                |                   |             |             |             |              |              |              |                |
| Quelle: Die Bundeswahlleiterin |                   |             |             |             |              |              |              |                |

### Mecklenburg-Vorpommern
| Listen                         | Listen            | Erststimmen | Erststimmen | Erststimmen | Zweitstimmen | Zweitstimmen | Zweitstimmen | Mandate Gesamt |
| Listen                         | Listen            | Stimmen     | %           | Mandate     | Stimmen      | %            | Mandate      | Mandate Gesamt |
| ------------------------------ | ----------------- | ----------- | ----------- | ----------- | ------------ | ------------ | ------------ | -------------- |
|                                | SPD               | 399.015     | 36,8        | 7           | 384.746      | 35,3         | –            | 7              |
|                                | CDU               | 345.883     | 31,9        | 2           | 318.939      | 29,3         | 2            | 4              |
|                                | PDS               | 268.362     | 24,8        | –           | 257.464      | 23,6         | 4            | 4              |
|                                | GRÜNE             | 23.969      | 2,2         | –           | 32.132       | 2,9          | –            | –              |
|                                | DVU               | –           | –           | –           | 29.703       | 2,7          | –            | –              |
|                                | F.D.P.            | 19.939      | 1,8         | –           | 24.300       | 2,2          | –            | –              |
|                                | Pro DM            | –           | –           | –           | 16.025       | 1,5          | –            | –              |
|                                | NPD               | 2.418       | 0,2         | –           | 10.653       | 1,0          | –            | –              |
|                                | REP               | 15.297      | 1,4         | –           | 6.172        | 0,6          | –            | –              |
|                                | AB 2000           | 4.097       | 0,4         | –           | 3.355        | 0,3          | –            | –              |
|                                | GRAUE             | 1.420       | 0,1         | –           | 2.541        | 0,2          | –            | –              |
|                                | BFB               | –           | –           | –           | 1.740        | 0,2          | –            | –              |
|                                | CHANCE 2000       | –           | –           | –           | 832          | 0,1          | –            | –              |
|                                | ödp               | 761         | 0,1         | –           | 674          | 0,1          | –            | –              |
|                                | APPD              | 380         | 0,0         | –           | –            | –            | –            | –              |
|                                | MLPD              | 242         | 0,0         | –           | –            | –            | –            | –              |
|                                | Übrige            | 1.465       | 0,1         | –           | –            | –            | –            | –              |
| Gesamt                         | Gesamt            | 1.083.248   | 100         | 9           | 1.089.276    | 100          | 6            |                |
|                                |                   |             |             |             |              |              |              |                |
| Ungültige Stimmen              | Ungültige Stimmen | 34.269      | 3,1         |             | 28.241       | 2,5          |              |                |
| Wähler                         | Wähler            | 1.117.517   | 79,4        |             | 1.117.517    | 79,4         |              |                |
| Wahlberechtigte                | Wahlberechtigte   | 1.407.661   |             |             | 1.407.661    |              |              |                |
|                                |                   |             |             |             |              |              |              |                |
| Quelle: Die Bundeswahlleiterin |                   |             |             |             |              |              |              |                |

### Niedersachsen
| Listen                         | Listen            | Erststimmen | Erststimmen | Erststimmen | Zweitstimmen | Zweitstimmen | Zweitstimmen | Mandate Gesamt |
| Listen                         | Listen            | Stimmen     | %           | Mandate     | Stimmen      | %            | Mandate      | Mandate Gesamt |
| ------------------------------ | ----------------- | ----------- | ----------- | ----------- | ------------ | ------------ | ------------ | -------------- |
|                                | SPD               | 2.516.652   | 51,0        | 27          | 2.446.945    | 49,4         | 8            | 35             |
|                                | CDU               | 1.929.532   | 39,1        | 4           | 1.689.953    | 34,1         | 20           | 24             |
|                                | F.D.P.            | 134.445     | 2,7         | –           | 314.503      | 6,4          | 4            | 4              |
|                                | GRÜNE             | 220.746     | 4,5         | –           | 292.799      | 5,9          | 4            | 4              |
|                                | PDS               | 47.237      | 1,0         | –           | 50.068       | 1,0          | 1            | 1              |
|                                | REP               | 58.655      | 1,2         | –           | 45.055       | 0,9          | –            | –              |
|                                | DVU               | –           | –           | –           | 31.169       | 0,6          | –            | –              |
|                                | Pro DM            | –           | –           | –           | 29.173       | 0,6          | –            | –              |
|                                | Tierschutz        | –           | –           | –           | 12.077       | 0,2          | –            | –              |
|                                | GRAUE             | 5.983       | 0,1         | –           | 8.445        | 0,2          | –            | –              |
|                                | NPD               | 1.062       | 0,0         | –           | 6.823        | 0,1          | –            | –              |
|                                | PBC               | 3.902       | 0,1         | –           | 6.472        | 0,1          | –            | –              |
|                                | APPD              | –           | –           | –           | 5.702        | 0,1          | –            | –              |
|                                | BFB               | 6.137       | 0,1         | –           | 5.650        | 0,1          | –            | –              |
|                                | NATURGESETZ       | 2.134       | 0,0         | –           | 2.815        | 0,1          | –            | –              |
|                                | ödp               | 2.768       | 0,1         | –           | 2.124        | 0,0          | –            | –              |
|                                | CM                | 274         | 0,0         | –           | 1.586        | 0,0          | –            | –              |
|                                | PSG               | –           | –           | –           | 602          | 0,0          | –            | –              |
|                                | BüSo              | 563         | 0,0         | –           | –            | –            | –            | –              |
|                                | Deutschland       | 192         | 0,0         | –           | –            | –            | –            | –              |
|                                | FSU               | 168         | 0,0         | –           | –            | –            | –            | –              |
|                                | ZENTRUM           | 145         | 0,0         | –           | –            | –            | –            | –              |
|                                | DKP               | 145         | 0,0         | –           | –            | –            | –            | –              |
|                                | MLPD              | 103         | 0,0         | –           | –            | –            | –            | –              |
|                                | Übrige            | 5.238       | 0,1         | –           | –            | –            | –            | –              |
| Gesamt                         | Gesamt            | 4.936.081   | 100         | 31          | 4.951.961    | 100          | 37           |                |
|                                |                   |             |             |             |              |              |              |                |
| Ungültige Stimmen              | Ungültige Stimmen | 60.279      | 1,2         |             | 44.399       | 0,9          |              |                |
| Wähler                         | Wähler            | 4.996.360   | 83,9        |             | 4.996.360    | 83,9         |              |                |
| Wahlberechtigte                | Wahlberechtigte   | 5.954.567   |             |             | 5.954.567    |              |              |                |
|                                |                   |             |             |             |              |              |              |                |
| Quelle: Die Bundeswahlleiterin |                   |             |             |             |              |              |              |                |

### Nordrhein-Westfalen
| Listen                         | Listen            | Erststimmen | Erststimmen | Erststimmen | Zweitstimmen | Zweitstimmen | Zweitstimmen | Mandate Gesamt |
| Listen                         | Listen            | Stimmen     | %           | Mandate     | Stimmen      | %            | Mandate      | Mandate Gesamt |
| ------------------------------ | ----------------- | ----------- | ----------- | ----------- | ------------ | ------------ | ------------ | -------------- |
|                                | SPD               | 5.447.132   | 50,2        | 53          | 5.097.425    | 46,9         | 19           | 72             |
|                                | CDU               | 4.210.718   | 38,8        | 18          | 3.669.024    | 33,8         | 34           | 52             |
|                                | F.D.P.            | 310.354     | 2,9         | –           | 789.745      | 7,3          | 11           | 11             |
|                                | GRÜNE             | 546.021     | 5,0         | –           | 745.911      | 6,9          | 11           | 11             |
|                                | PDS               | 81.199      | 0,7         | –           | 131.550      | 1,2          | 2            | 2              |
|                                | REP               | 158.578     | 1,5         | –           | 113.608      | 1,0          | –            | –              |
|                                | DVU               | –           | –           | –           | 98.732       | 0,9          | –            | –              |
|                                | Pro DM            | –           | –           | –           | 54.322       | 0,5          | –            | –              |
|                                | GRAUE             | 43.292      | 0,4         | –           | 34.169       | 0,3          | –            | –              |
|                                | Tierschutz        | –           | –           | –           | 27.320       | 0,3          | –            | –              |
|                                | FAMILIE           | 2.293       | 0,0         | –           | 21.079       | 0,2          | –            | –              |
|                                | NPD               | 2.101       | 0,0         | –           | 12.316       | 0,1          | –            | –              |
|                                | PBC               | 1.549       | 0,0         | –           | 9.715        | 0,1          | –            | –              |
|                                | BFB               | 7.032       | 0,1         | –           | 9.626        | 0,1          | –            | –              |
|                                | APPD              | –           | –           | –           | 8.719        | 0,1          | –            | –              |
|                                | Nichtwähler       | –           | –           | –           | 6.827        | 0,1          | –            | –              |
|                                | ödp               | 7.878       | 0,1         | –           | 6.644        | 0,1          | –            | –              |
|                                | Deutschland       | 1.042       | 0,0         | –           | 6.196        | 0,1          | –            | –              |
|                                | CHANCE 2000       | –           | –           | –           | 6.028        | 0,1          | –            | –              |
|                                | CM                | 2.093       | 0,0         | –           | 5.544        | 0,1          | –            | –              |
|                                | NATURGESETZ       | 6.309       | 0,1         | –           | 5.099        | 0,0          | –            | –              |
|                                | DIE FRAUEN        | 805         | 0,0         | –           | 4.829        | 0,0          | –            | –              |
|                                | MLPD              | 3.226       | 0,0         | –           | 2.052        | 0,0          | –            | –              |
|                                | BüSo              | 1.841       | 0,0         | –           | 1.941        | 0,0          | –            | –              |
|                                | PSG               | –           | –           | –           | 1.114        | 0,0          | –            | –              |
|                                | Übrige            | 7.285       | 0,1         | –           | –            | –            | –            | –              |
|                                | ZENTRUM           | 1.456       | 0,0         | –           | –            | –            | –            | –              |
|                                | DMP               | 1.308       | 0,0         | –           | –            | –            | –            | –              |
|                                | STATT Partei      | 447         | 0,0         | –           | –            | –            | –            | –              |
|                                | HP                | 361         | 0,0         | –           | –            | –            | –            | –              |
|                                | DKP               | 175         | 0,0         | –           | –            | –            | –            | –              |
| Gesamt                         | Gesamt            | 10.844.495  | 100         | 71          | 10.869.535   | 100          | 77           |                |
|                                |                   |             |             |             |              |              |              |                |
| Ungültige Stimmen              | Ungültige Stimmen | 139.981     | 1,3         |             | 114.941      | 1,0          |              |                |
| Wähler                         | Wähler            | 10.984.476  | 83,9        |             | 10.984.476   | 83,9         |              |                |
| Wahlberechtigte                | Wahlberechtigte   | 13.086.397  |             |             | 13.086.397   |              |              |                |
|                                |                   |             |             |             |              |              |              |                |
| Quelle: Die Bundeswahlleiterin |                   |             |             |             |              |              |              |                |

### Rheinland-Pfalz
| Listen                         | Listen            | Erststimmen | Erststimmen | Erststimmen | Zweitstimmen | Zweitstimmen | Zweitstimmen | Mandate Gesamt |
| Listen                         | Listen            | Stimmen     | %           | Mandate     | Stimmen      | %            | Mandate      | Mandate Gesamt |
| ------------------------------ | ----------------- | ----------- | ----------- | ----------- | ------------ | ------------ | ------------ | -------------- |
|                                | SPD               | 1.106.021   | 44,6        | 10          | 1.028.886    | 41,3         | 5            | 15             |
|                                | CDU               | 1.075.578   | 43,4        | 6           | 975.258      | 39,1         | 8            | 14             |
|                                | F.D.P.            | 94.408      | 3,8         | –           | 177.016      | 7,1          | 3            | 3              |
|                                | GRÜNE             | 107.265     | 4,3         | –           | 152.009      | 6,1          | 2            | 2              |
|                                | REP               | 67.415      | 2,7         | –           | 53.676       | 2,2          | –            | –              |
|                                | PDS               | 6.925       | 0,3         | –           | 25.083       | 1,0          | –            | –              |
|                                | Pro DM            | –           | –           | –           | 18.556       | 0,7          | –            | –              |
|                                | DVU               | –           | –           | –           | 17.918       | 0,7          | –            | –              |
|                                | Tierschutz        | –           | –           | –           | 11.297       | 0,5          | –            | –              |
|                                | GRAUE             | 1.551       | 0,1         | –           | 6.959        | 0,3          | –            | –              |
|                                | PBC               | 2.783       | 0,1         | –           | 5.182        | 0,2          | –            | –              |
|                                | BFB               | 1.078       | 0,0         | –           | 5.117        | 0,2          | –            | –              |
|                                | ödp               | 8.480       | 0,3         | –           | 4.842        | 0,2          | –            | –              |
|                                | NPD               | 934         | 0,0         | –           | 4.532        | 0,2          | –            | –              |
|                                | NATURGESETZ       | 4.386       | 0,2         | –           | 3.026        | 0,1          | –            | –              |
|                                | DIE FRAUEN        | –           | –           | –           | 2.395        | 0,1          | –            | –              |
|                                | STATT Partei      | 1.603       | 0,1         | –           | –            | –            | –            | –              |
|                                | CM                | 570         | 0,0         | –           | –            | –            | –            | –              |
|                                | BüSo              | 133         | 0,0         | –           | –            | –            | –            | –              |
|                                | Übrige            | 642         | 0,0         | –           | –            | –            | –            | –              |
| Gesamt                         | Gesamt            | 2.479.772   | 100         | 16          | 2.491.752    | 100          | 18           |                |
|                                |                   |             |             |             |              |              |              |                |
| Ungültige Stimmen              | Ungültige Stimmen | 49.945      | 2,0         |             | 37.965       | 1,5          |              |                |
| Wähler                         | Wähler            | 2.529.717   | 83,9        |             | 2.529.717    | 83,9         |              |                |
| Wahlberechtigte                | Wahlberechtigte   | 3.016.036   |             |             | 3.016.036    |              |              |                |
|                                |                   |             |             |             |              |              |              |                |
| Quelle: Die Bundeswahlleiterin |                   |             |             |             |              |              |              |                |

### Saarland
| Listen                         | Listen            | Erststimmen | Erststimmen | Erststimmen | Zweitstimmen | Zweitstimmen | Zweitstimmen | Mandate Gesamt |
| Listen                         | Listen            | Stimmen     | %           | Mandate     | Stimmen      | %            | Mandate      | Mandate Gesamt |
| ------------------------------ | ----------------- | ----------- | ----------- | ----------- | ------------ | ------------ | ------------ | -------------- |
|                                | SPD               | 380.843     | 55,4        | 5           | 361.486      | 52,4         | –            | 5              |
|                                | CDU               | 242.877     | 35,3        | –           | 219.484      | 31,8         | 3            | 3              |
|                                | GRÜNE             | 23.193      | 3,4         | –           | 37.807       | 5,5          | –            | –              |
|                                | F.D.P.            | 13.972      | 2,0         | –           | 32.517       | 4,7          | –            | –              |
|                                | REP               | 8.472       | 1,2         | –           | 8.240        | 1,2          | –            | –              |
|                                | PDS               | 3.417       | 0,5         | –           | 7.087        | 1,0          | –            | –              |
|                                | DVU               | –           | –           | –           | 6.208        | 0,9          | –            | –              |
|                                | FAMILIE           | 4.839       | 0,7         | –           | 3.746        | 0,5          | –            | –              |
|                                | Pro DM            | –           | –           | –           | 3.473        | 0,5          | –            | –              |
|                                | GRAUE             | 4.452       | 0,6         | –           | 3.310        | 0,5          | –            | –              |
|                                | NPD               | 3.096       | 0,5         | –           | 1.988        | 0,3          | –            | –              |
|                                | CM                | 541         | 0,1         | –           | 945          | 0,1          | –            | –              |
|                                | APPD              | –           | –           | –           | 875          | 0,1          | –            | –              |
|                                | BFB               | –           | –           | –           | 824          | 0,1          | –            | –              |
|                                | ödp               | 522         | 0,1         | –           | 808          | 0,1          | –            | –              |
|                                | DIE FRAUEN        | –           | –           | –           | 510          | 0,1          | –            | –              |
|                                | DKP               | 300         | 0,0         | –           | –            | –            | –            | –              |
|                                | NATURGESETZ       | 198         | 0,0         | –           | –            | –            | –            | –              |
|                                | MLPD              | 72          | 0,0         | –           | –            | –            | –            | –              |
|                                | Übrige            | 302         | 0,0         | –           | –            | –            | –            | –              |
| Gesamt                         | Gesamt            | 687.096     | 100         | 5           | 689.308      | 100          | 3            |                |
|                                |                   |             |             |             |              |              |              |                |
| Ungültige Stimmen              | Ungültige Stimmen | 15.890      | 2,3         |             | 13.678       | 1,9          |              |                |
| Wähler                         | Wähler            | 702.986     | 84,8        |             | 702.986      | 84,8         |              |                |
| Wahlberechtigte                | Wahlberechtigte   | 828.507     |             |             | 828.507      |              |              |                |
|                                |                   |             |             |             |              |              |              |                |
| Quelle: Die Bundeswahlleiterin |                   |             |             |             |              |              |              |                |

### Sachsen
| Listen                         | Listen            | Erststimmen | Erststimmen | Erststimmen | Zweitstimmen | Zweitstimmen | Zweitstimmen | Mandate Gesamt |
| Listen                         | Listen            | Stimmen     | %           | Mandate     | Stimmen      | %            | Mandate      | Mandate Gesamt |
| ------------------------------ | ----------------- | ----------- | ----------- | ----------- | ------------ | ------------ | ------------ | -------------- |
|                                | CDU               | 1.063.306   | 36,9        | 13          | 945.199      | 32,7         | –            | 13             |
|                                | SPD               | 919.130     | 31,9        | 8           | 842.329      | 29,1         | 4            | 12             |
|                                | PDS               | 567.154     | 19,7        | –           | 577.764      | 20,0         | 8            | 8              |
|                                | GRÜNE             | 109.636     | 3,8         | –           | 126.964      | 4,4          | 2            | 2              |
|                                | F.D.P.            | 89.806      | 3,1         | –           | 105.524      | 3,6          | 2            | 2              |
|                                | Pro DM            | –           | –           | –           | 77.751       | 2,7          | –            | –              |
|                                | DVU               | –           | –           | –           | 75.579       | 2,6          | –            | –              |
|                                | REP               | 66.042      | 2,3         | –           | 55.129       | 1,9          | –            | –              |
|                                | NPD               | 17.904      | 0,6         | –           | 34.485       | 1,2          | –            | –              |
|                                | BFB               | 24.821      | 0,9         | –           | 15.468       | 0,5          | –            | –              |
|                                | PBC               | 5.264       | 0,2         | –           | 11.493       | 0,4          | –            | –              |
|                                | GRAUE             | 3.837       | 0,1         | –           | 11.460       | 0,4          | –            | –              |
|                                | CHANCE 2000       | –           | –           | –           | 8.981        | 0,3          | –            | –              |
|                                | ödp               | –           | –           | –           | 3.133        | 0,1          | –            | –              |
|                                | BüSo              | 3.713       | 0,1         | –           | 3.106        | 0,1          | –            | –              |
|                                | DSU               | 6.620       | 0,2         | –           | –            | –            | –            | –              |
|                                | FORUM             | 1.646       | 0,1         | –           | –            | –            | –            | –              |
|                                | PASS              | 1.159       | 0,0         | –           | –            | –            | –            | –              |
|                                | MLPD              | 174         | 0,0         | –           | –            | –            | –            | –              |
|                                | Übrige            | 4.652       | 0,2         | –           | –            | –            | –            | –              |
| Gesamt                         | Gesamt            | 2.884.864   | 100         | 21          | 2.894.365    | 100          | 16           |                |
|                                |                   |             |             |             |              |              |              |                |
| Ungültige Stimmen              | Ungültige Stimmen | 56.495      | 1,9         |             | 46.994       | 1,6          |              |                |
| Wähler                         | Wähler            | 2.941.359   | 81,6        |             | 2.941.359    | 81,6         |              |                |
| Wahlberechtigte                | Wahlberechtigte   | 3.602.458   |             |             | 3.602.458    |              |              |                |
|                                |                   |             |             |             |              |              |              |                |
| Quelle: Die Bundeswahlleiterin |                   |             |             |             |              |              |              |                |

### Sachsen-Anhalt
| Listen                         | Listen            | Erststimmen | Erststimmen | Erststimmen | Zweitstimmen | Zweitstimmen | Zweitstimmen | Mandate Gesamt |
| Listen                         | Listen            | Stimmen     | %           | Mandate     | Stimmen      | %            | Mandate      | Mandate Gesamt |
| ------------------------------ | ----------------- | ----------- | ----------- | ----------- | ------------ | ------------ | ------------ | -------------- |
|                                | SPD               | 686.428     | 42,2        | 13          | 620.771      | 38,1         | –            | 13             |
|                                | CDU               | 490.274     | 30,2        | –           | 444.311      | 27,2         | 6            | 6              |
|                                | PDS               | 326.008     | 20,1        | –           | 337.393      | 20,7         | 5            | 5              |
|                                | F.D.P.            | 51.029      | 3,1         | –           | 66.428       | 4,1          | 1            | 1              |
|                                | GRÜNE             | 42.174      | 2,6         | –           | 54.538       | 3,3          | 1            | 1              |
|                                | DVU               | –           | –           | –           | 52.179       | 3,2          | –            | –              |
|                                | Pro DM            | –           | –           | –           | 31.167       | 1,9          | –            | –              |
|                                | REP               | 12.759      | 0,8         | –           | 9.055        | 0,6          | –            | –              |
|                                | GRAUE             | 9.168       | 0,6         | –           | 7.617        | 0,5          | –            | –              |
|                                | NPD               | –           | –           | –           | 5.334        | 0,3          | –            | –              |
|                                | PSG               | –           | –           | –           | 2.384        | 0,1          | –            | –              |
|                                | PBC               | 1.160       | 0,1         | –           | –            | –            | –            | –              |
|                                | Tierschutz        | 933         | 0,1         | –           | –            | –            | –            | –              |
|                                | ZENTRUM           | 475         | 0,0         | –           | –            | –            | –            | –              |
|                                | ödp               | 410         | 0,0         | –           | –            | –            | –            | –              |
|                                | Übrige            | 3.902       | 0,2         | –           | –            | –            | –            | –              |
| Gesamt                         | Gesamt            | 1.624.720   | 100         | 13          | 1.631.177    | 100          | 13           |                |
|                                |                   |             |             |             |              |              |              |                |
| Ungültige Stimmen              | Ungültige Stimmen | 32.901      | 2,0         |             | 26.444       | 1,6          |              |                |
| Wähler                         | Wähler            | 1.657.621   | 77,1        |             | 1.657.621    | 77,1         |              |                |
| Wahlberechtigte                | Wahlberechtigte   | 2.149.785   |             |             | 2.149.785    |              |              |                |
|                                |                   |             |             |             |              |              |              |                |
| Quelle: Die Bundeswahlleiterin |                   |             |             |             |              |              |              |                |

### Schleswig-Holstein
| Listen                         | Listen            | Erststimmen | Erststimmen | Erststimmen | Zweitstimmen | Zweitstimmen | Zweitstimmen | Mandate Gesamt |
| Listen                         | Listen            | Stimmen     | %           | Mandate     | Stimmen      | %            | Mandate      | Mandate Gesamt |
| ------------------------------ | ----------------- | ----------- | ----------- | ----------- | ------------ | ------------ | ------------ | -------------- |
|                                | SPD               | 849.657     | 49,0        | 11          | 788.907      | 45,4         | –            | 11             |
|                                | CDU               | 725.239     | 41,8        | –           | 620.516      | 35,7         | 9            | 9              |
|                                | F.D.P.            | 48.644      | 2,8         | –           | 131.611      | 7,6          | 2            | 2              |
|                                | GRÜNE             | 68.250      | 3,9         | –           | 112.287      | 6,5          | 2            | 2              |
|                                | PDS               | 17.199      | 1,0         | –           | 25.470       | 1,5          | –            | –              |
|                                | DVU               | –           | –           | –           | 21.913       | 1,3          | –            | –              |
|                                | Pro DM            | –           | –           | –           | 14.368       | 0,8          | –            | –              |
|                                | REP               | 9.786       | 0,6         | –           | 6.728        | 0,4          | –            | –              |
|                                | GRAUE             | 4.483       | 0,3         | –           | 4.977        | 0,3          | –            | –              |
|                                | BFB               | 2.699       | 0,2         | –           | 3.616        | 0,2          | –            | –              |
|                                | NPD               | 1.500       | 0,1         | –           | 2.870        | 0,2          | –            | –              |
|                                | DIE FRAUEN        | –           | –           | –           | 1.805        | 0,1          | –            | –              |
|                                | ödp               | 760         | 0,0         | –           | 1.687        | 0,1          | –            | –              |
|                                | STATT Partei      | 2.356       | 0,1         | –           | –            | –            | –            | –              |
|                                | FSU               | 492         | 0,0         | –           | –            | –            | –            | –              |
|                                | NATURGESETZ       | 334         | 0,0         | –           | –            | –            | –            | –              |
|                                | DKP               | 323         | 0,0         | –           | –            | –            | –            | –              |
|                                | PBC               | 308         | 0,0         | –           | –            | –            | –            | –              |
|                                | Übrige            | 2.137       | 0,1         | –           | –            | –            | –            | –              |
| Gesamt                         | Gesamt            | 1.734.167   | 100         | 11          | 1.736.755    | 100          | 13           |                |
|                                |                   |             |             |             |              |              |              |                |
| Ungültige Stimmen              | Ungültige Stimmen | 26.431      | 1,5         |             | 23.843       | 1,4          |              |                |
| Wähler                         | Wähler            | 1.760.598   | 82,4        |             | 1.760.598    | 82,4         |              |                |
| Wahlberechtigte                | Wahlberechtigte   | 2.135.992   |             |             | 2.135.992    |              |              |                |
|                                |                   |             |             |             |              |              |              |                |
| Quelle: Die Bundeswahlleiterin |                   |             |             |             |              |              |              |                |

### Thüringen
| Listen                         | Listen            | Erststimmen | Erststimmen | Erststimmen | Zweitstimmen | Zweitstimmen | Zweitstimmen | Mandate Gesamt |
| Listen                         | Listen            | Stimmen     | %           | Mandate     | Stimmen      | %            | Mandate      | Mandate Gesamt |
| ------------------------------ | ----------------- | ----------- | ----------- | ----------- | ------------ | ------------ | ------------ | -------------- |
|                                | SPD               | 598.958     | 37,7        | 11          | 549.942      | 34,5         | –            | 11             |
|                                | CDU               | 494.973     | 31,2        | 1           | 460.441      | 28,9         | 6            | 7              |
|                                | PDS               | 332.942     | 21,0        | –           | 338.200      | 21,2         | 5            | 5              |
|                                | GRÜNE             | 53.607      | 3,4         | –           | 62.068       | 3,9          | 1            | 1              |
|                                | F.D.P.            | 46.327      | 2,9         | –           | 54.233       | 3,4          | 1            | 1              |
|                                | DVU               | –           | –           | –           | 45.744       | 2,9          | –            | –              |
|                                | Pro DM            | –           | –           | –           | 31.583       | 2,0          | –            | –              |
|                                | REP               | 28.108      | 1,8         | –           | 25.258       | 1,6          | –            | –              |
|                                | BFB               | 16.068      | 1,0         | –           | 9.309        | 0,6          | –            | –              |
|                                | GRAUE             | 5.412       | 0,3         | –           | 5.879        | 0,4          | –            | –              |
|                                | FORUM             | 4.650       | 0,3         | –           | 4.543        | 0,3          | –            | –              |
|                                | DIE FRAUEN        | –           | –           | –           | 3.419        | 0,2          | –            | –              |
|                                | ödp               | 2.608       | 0,2         | –           | 2.609        | 0,2          | –            | –              |
|                                | DSU               | 1.560       | 0,1         | –           | –            | –            | –            | –              |
|                                | MLPD              | 429         | 0,0         | –           | –            | –            | –            | –              |
|                                | PBC               | 362         | 0,0         | –           | –            | –            | –            | –              |
|                                | Übrige            | 2.915       | 0,2         | –           | –            | –            | –            | –              |
| Gesamt                         | Gesamt            | 1.588.919   | 100         | 12          | 1.593.228    | 100          | 13           |                |
|                                |                   |             |             |             |              |              |              |                |
| Ungültige Stimmen              | Ungültige Stimmen | 29.860      | 1,8         |             | 25.551       | 1,6          |              |                |
| Wähler                         | Wähler            | 1.618.779   | 82,3        |             | 1.618.779    | 82,3         |              |                |
| Wahlberechtigte                | Wahlberechtigte   | 1.968.023   |             |             | 1.968.023    |              |              |                |
|                                |                   |             |             |             |              |              |              |                |
| Quelle: Die Bundeswahlleiterin |                   |             |             |             |              |              |              |                |